# Brits ultimatum van 1890

De zogenaamde Roze Landkaart.

Het Brits ultimatum van 1890 was een ultimatum van de Britse regering dat op 11 januari 1890 werd gesteld aan Portugal aangaande de Portugese aanwezigheid in Afrika. Hoewel dit ultimatum in strijd was met het Verdrag van Windsor van 1386 en het Verdrag van Berlijn van 1885, had het de terugtrekking van de Portugese troepen tot gevolg in de gebieden op de zogenaamde Roze Landkaart, die het land tot dan toe had geclaimd op grond van zowel historische als recente ontdekkingsreizen. Ook de Britten lieten echter aanspraken gelden op deze gebieden, daar deze in feite door hen werden bezet.
Het betrokken gebied op de zogenaamde Roze Landkaart was de regio tussen Portugees-West-Afrika (het hedendaagse Angola) en Portugees-Oost-Afrika (het hedendaagse Mozambique), dat zich uitstrekte over het hedendaagse Zimbabwe en grote delen van Zambia en Malawi.
De terugtrekking van de Portugese troepen uit dit gebied leidde tot heel wat verontwaardiging jegens de Britten en de Portugese monarchie. In de nasleep van deze terugtrekking, die een vernedering was geweest voor Portugal, brak her en der onrust uit. In Porto werd bij de Revolte van 31 januari 1891 zelfs even de republiek uitgeroepen, maar deze opstand werd snel onderdrukt door de lokale autoriteiten. Hoe dan ook kwam de republikeinse beweging versterkt uit deze gebeurtenissen, ten nadele van de Portugese monarchie, die uiteindelijk in 1910 zou verdwijnen.